# Erich Schlegel

Feldpropst Erich Schlegel

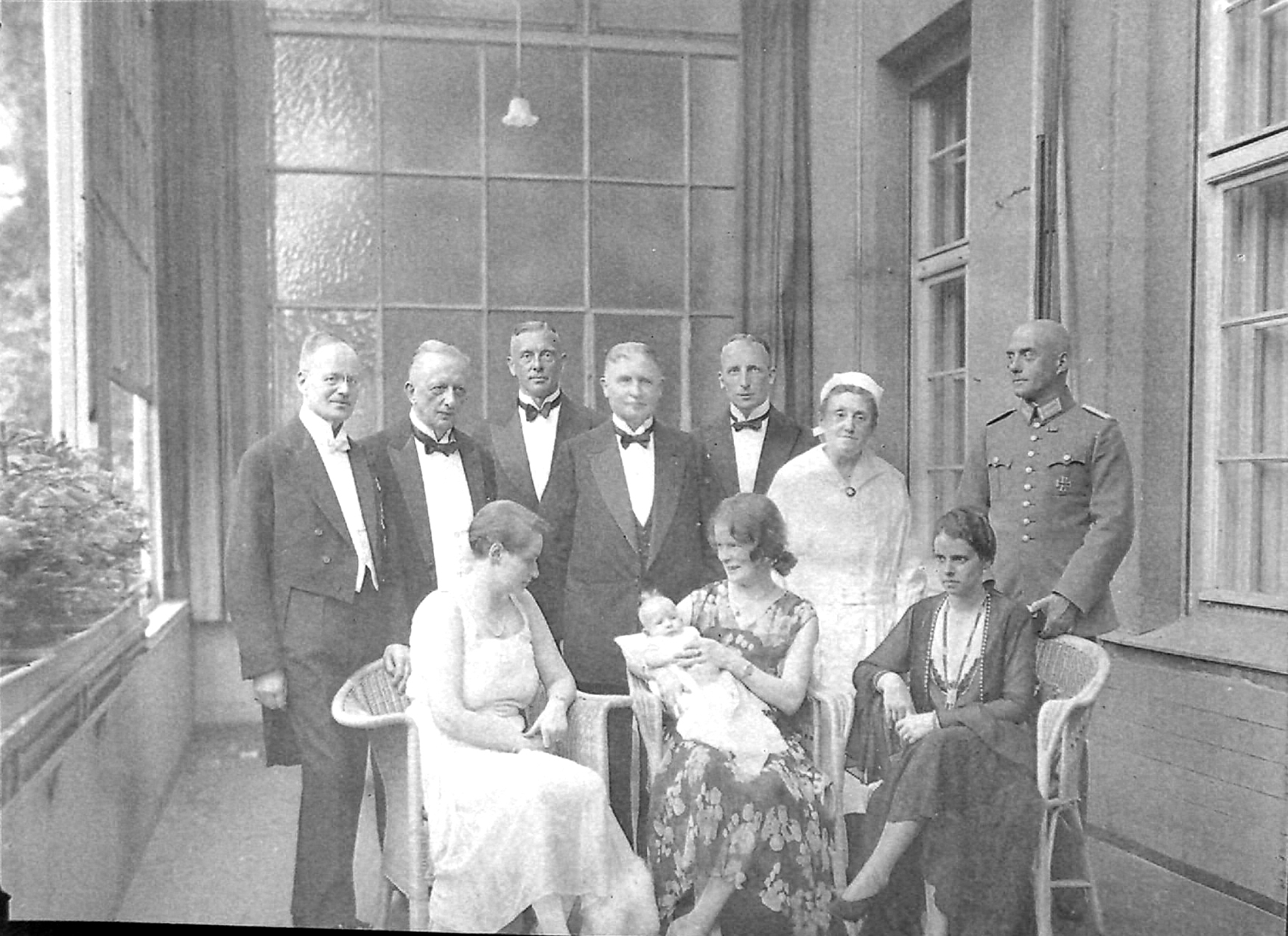
Erich Schlegel (2. von links) bei einer Taufe im Hause von Wilhelm Groener

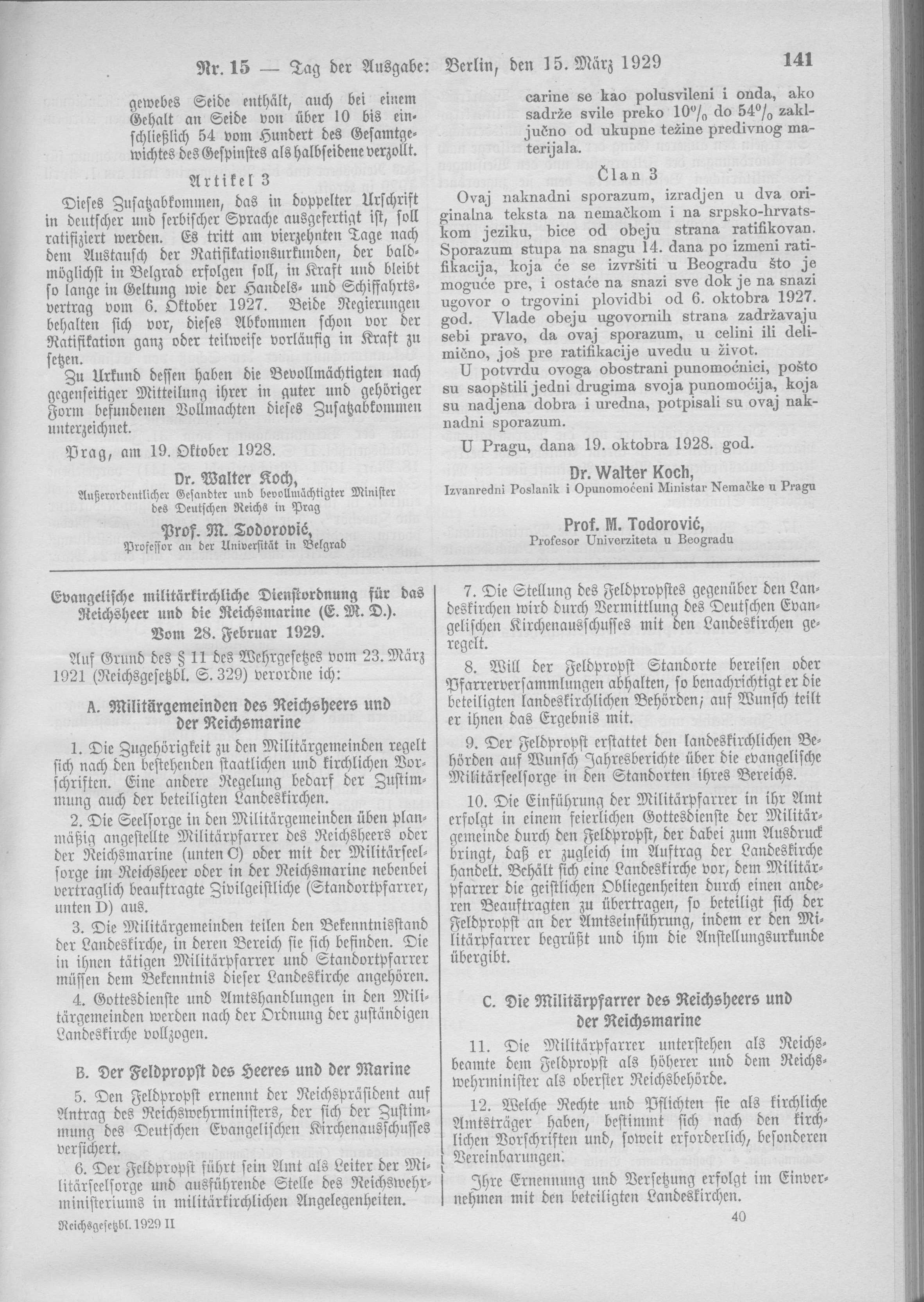
Evangelische militärkirchliche Dienstordnung für das Reichsheer und die Reichsmarine (E. M. D.) (1929)

Erich Schlegel, vollständig Friedrich Gottlob Erich Schlegel (* 24. Februar 1866 in Zechin; † 28. April 1938 in Berlin), war ein deutscher evangelischer Geistlicher und von 1919 bis 1933 als Feldpropst, von November 1933 bis März 1934 als Feldbischof der leitende evangelische Geistliche der Militärseelsorge in Deutschland.

## Leben
Nach dem Studium der Evangelischen Theologie an der Universität Berlin trat Schlegel Anfang 1892 in den Dienst der preußischen Heeresseelsorge. Von 1892 bis 1893 war er Garnisonshilfsprediger in Berlin. 1893 wurde er zum Divisionspfarrer der 34. Division in Metz ernannt. 1896 wechselte er in gleicher Funktion zur 5. Division in Frankfurt (Oder). 1902 kam er als Pfarrer an das Invalidenhaus Berlin. 1911 wurde er zum Oberpfarrer beim IV. Armee-Korps befördert. Damit verbunden war er als Konsistorialrat Mitglied im Konsistorium der Kirchenprovinz Sachsen.
Zum 1. September 1917 erfolgte seine Versetzung als Militär-Oberpfarrer zum Generalgouvernement Belgien. Mit dem Ausscheiden von Feldpropst Max Wölfing aus dem aktiven Dienst wurde Schlegel am 16. August 1918 mit der Wahrnehmung der Geschäfte des Feldpropsten betraut und mit Wirkung vom 1. Januar 1919 zum Feldpropst der preußischen Armee ernannt.
Ab Frühjahr 1920 war Schlegel Feldpropst des Reichsheeres und blieb dies während der gesamten Weimarer Republik. Er personifizierte die Kontinuität der Militärseelsorge, für deren Weiterbestehen in der republikanischen Reichswehr er entschieden eintrat. 1929 erschien nach Verhandlungen mit den Landeskirchen „eine neue, reichseinheitliche und inhaltlich entschlackte“ Evangelische militärkirchliche Dienstordnung für das Reichsheer und die Reichsmarine (E. M. D.). Ab 1929 war er auch für die Reichsmarine zuständig. Mit der Gründung des Volksbund Deutsche Kriegsgräberfürsorge wurde er dessen Vizepräsident. Er war Mitglied des Kollegiums des Evangelischen Oberkirchenrats, der obersten Verwaltungsbehörde der Kirche der Altpreußischen Union und 1924 bis 1930 Mitglied des Deutschen Evangelischen Kirchentags.
Als Folge des Abschlusses des Reichskonkordats wurde die Leitung der Militärseelsorge sowohl auf katholischer wie auf evangelischer Seite neu umschrieben. Schlegel erhielt durch Erlass des Reichspräsidenten im November 1933 die Amtsbezeichnung Feldbischof. Schon bald darauf trat er mit Ablauf des 31. März 1934 auf eigenen Wunsch in den Ruhestand. Sein Nachfolger wurde Franz Dohrmann.

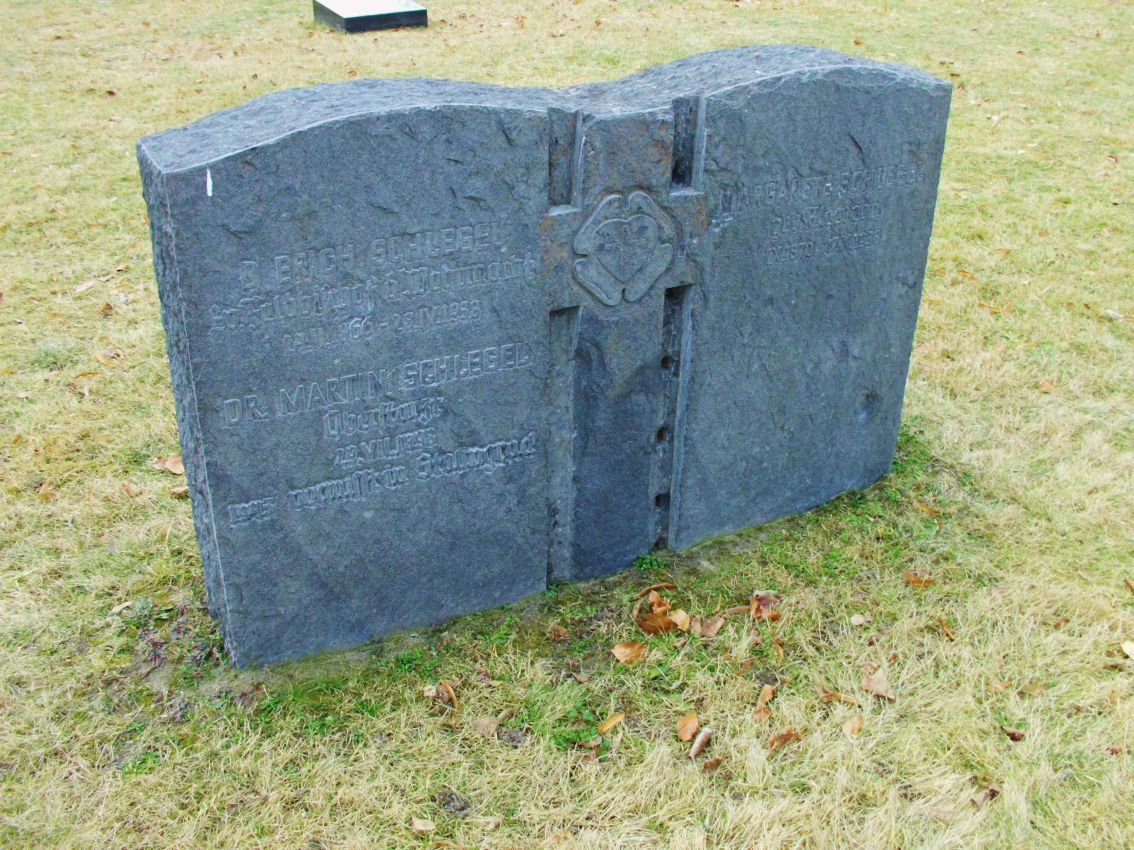
Grab auf dem Invalidenfriedhof

Schlegel starb 1938 und wurde auf dem Invalidenfriedhof beigesetzt. Der Grabstein für ihn und seine Frau Margarete, geb. Kleedehn, ist erhalten und zeigt die Lutherrose. Der Stein erinnert auch an seinen Sohn, den Oberstarzt Martin Schlegel, der seit der Schlacht von Stalingrad als vermisst gilt.

## Auszeichnungen
- Roter Adlerorden, 4. Klasse (1904)[5]
- Königlicher Kronen-Orden (Preußen), 3. Klasse (1912)[6]